# Carmen Ramlot
Carmen Ramlot (Vilvoorde, 21 oktober 1974) is een Belgisch politica voor Les Engagés.

## Biografie
Ramlot studeerde farmacie aan de UCL en werd beroepshalve apotheker.
In 2006 werd ze voor het toenmalige cdH verkozen tot gemeenteraadslid van Rouvroy, waar ze in december dat jaar schepen werd onder burgemeester Stéphane Herbeuval. Na het uiteenvallen van de meerderheid werd Ramlot in december 2008 opzijgeschoven als schepen. In maart 2009 werd een motie van wantrouwen tegen de burgemeester aangenomen, waarna Ramlot werd voorgedragen als nieuwe burgemeester van de gemeente. Niettemin bleven de politieke strubbelingen in de gemeente aanslepen en in september 2010 werd een collectieve motie van wantrouwen tegen de meerderheid aangenomen, waarna Stéphane Herbeuval opnieuw burgemeester werd en Carmen Ramlot eerste schepen. In oktober 2010 werd de motie nietig verklaard door de Waalse minister van Lokale Besturen Paul Furlan, waardoor Ramlot opnieuw het burgemeesterschap kon opnemen. Ze kon die functie na de gemeenteraadsverkiezingen van 2012 en die van 2018 blijven uitoefenen.
Daarnaast was Ramlot van 2011 tot 2024 provincieraadslid van Luxemburg. Bij de federale verkiezingen van juni 2024 was Ramlot eerste opvolger op de kieslijst van Les Engagés in Luxemburg. In juli 2024 volgde ze Valérie Lescrenier, aangesteld tot Waals minister, op in de Kamer van volksvertegenwoordigers. Ramlot werd er lid van de commissie Gezondheid en Gelijke Kansen.